# Федорівська волость (Катеринославський повіт)
Федорівська волость — адміністративно-територіальна одиниця Катеринославського повіту Катеринославської губернії.
Станом на 1886 рік — складалася з 11 поселень, 12 сільських громад. Населення 2585 осіб (1291 чоловічої статі та 1294 — жіночої), 424 дворових господарств.
|                     | Площа, десятин | У тому числі орної, десятин |
| ------------------- | -------------- | --------------------------- |
| Сільських громад    | 2318           | 1286                        |
| Приватної власності | 13927          | 5710                        |
| Іншої власності     | 474            | 468                         |
| Загалом             | 16719          | 7464                        |

Найбільші поселення волості:
- Федорівка (Язикове) — село при річці Дніпро в 45 верстах від повітового міста, 683 особи, 112 двірів, лавка. В 12 верстах — церква православна, цегельний завод. В 15 верстах — салотопний завод, цегельний завод, лавка.
- Августинівка — село при річці Дніпро, 810 осіб, 135 двірів, лавка.